# Mapa (matemática)
Mapa é um termo que pertence ao jargão matemático coloquial, e que pode referir-se a uma função ou a uma relação matemática, quando se trata de domínios e/ou contradomínios não necessariamente numéricos.
Outros sinônimos são aplicação matemática e transformação.
Mapa provem da palavra inglesa map, e também se utiliza no jargão matemático como verbo (mapear), assim como o termo mapeamento.